# Oxtungegallmott
Oxtungegallmott (Epascestria pustulalis) är en fjärilsart som beskrevs av Jacob Hübner. Enligt Catalogue of Life ingår oxtungegallmott i släktet Epascestria och familjen Crambidae, men enligt Dyntaxa är tillhörigheten istället släktet Epascestria och familjen mott. Arten är reproducerande i Sverige. Inga underarter finns listade i Catalogue of Life.

## Bildgalleri

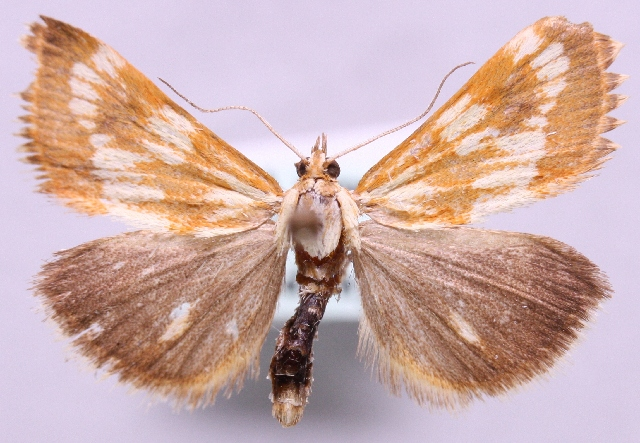
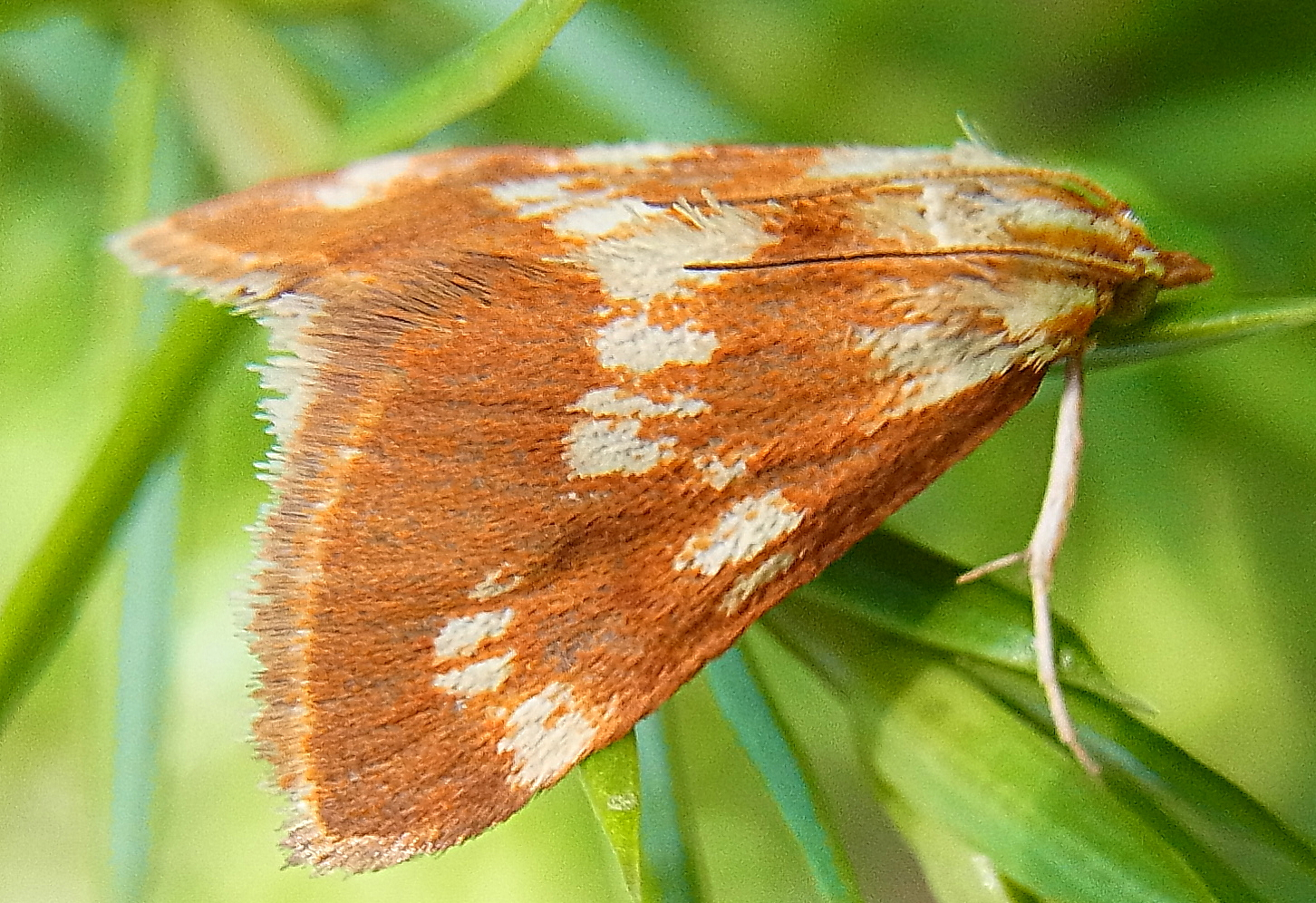